# NGC 6786
NGC 6786 ist eine aktive Balken-Spiralgalaxie vom Hubble-Typ SBbc mit ausgedehnten Sternentstehungsgebieten im Sternbild Drache am Nordsternhimmel. Sie ist schätzungsweise 347 Millionen Lichtjahre von der Milchstraße entfernt und hat einen Durchmesser von etwa 130.000 Lichtjahren. Vom Sonnensystem aus entfernt sich die Galaxie mit einer errechneten Radialgeschwindigkeit von näherungsweise 7.600 Kilometern pro Sekunde. Gemeinsam mit PGC 62867 bildet sie das wechselwirkende Galaxienpaar KPG 538.
Im selben Himmelsareal befinden sich unter anderem die Galaxien PGC 62714, PGC 63052, PGC 62985, PGC 91645.
Das Objekt wurde am 3. Oktober 1886 von dem US-amerikanischen Astronomen Lewis A. Swift entdeckt.